# Club Futbol Navata
El Club Futbol Navata fue un club de fútbol de la ciudad de Navata (Gerona) España. Fue fundado en 1969 y juega en la Territorial Tercera de Cataluña.

## Historia
El club se fundó en 1969 tras su inscripción en la Federación Catalana de Fútbol. Desde entonces el equipo siempre ha estado a caballo entre la Tercera Territorial y la Segunda Territorial. Debido a las buenas condiciones que ofrece el terreno de juego del Municipal de Navata, el Villarreal Club de Fútbol desde la temporada 2002/03 realiza sus pretemporadas en la localidad del Alto Ampurdán. El Navata tuvo una gran repercusión en los medios de comunicación españoles tras el partido amistoso que le enfrentó al Villarreal el 19 de julio de 2009 que finalizó con el resultado de 0-27.